# Bokoen (ö i Marshallöarna, Maloelap)
Bokoen är en ö i Marshallöarna.   Den ligger i kommunen Maloelap, i den nordöstra delen av Marshallöarna, 160 km norr om huvudstaden Majuro. Arean är 0,12 kvadratkilometer.
Terrängen på Bokoen är platt. Öns högsta punkt är 15 meter över havet. 